# Miklós Németh
Miklós Németh (Monok, 14. siječnja 1948.), je mađarski političar i premijer od 1988. do 1990. godine, te vođa Mađarske socijalističke radničke partije, bivše mađarske KP, tijekom godina koje su dovele do sloma komunizma u zemljama Srednje i Istočne Europe.
Kao premijer, Németh je primijenio kontroverznu odluku da Istočnim Nijemcima, koji su bili zarobljeni od strane komunističkog režima njihove države, dopusti prolaz kroz Mađarsku kako bi oni pobjegli u Zapadnu Njemačku. Ova odluka se smatra preludijem za rušenje Berlinskog zida 9. studenog 1989.
Nakon što je 1990. napustio premijersko mjesto, Németh je postao potpredsjednik EBRD-a, inistitucije koja je uspostavljena kako bi pomogla bivšim komunističkim državama u njihovoj tranzicji ka demokratskoj trgovini. EBRD je napustio 2000. kako bi se vratio u Mađarsku. Pokušao je postati premijerski kandidat opozicijske socijalističke stranke, no Péter Medgyessy je dobio tu poziciju, te je naposljetku postao i premijer države.